# Condado de Cooper (Misuri)
El condado de Cooper (en inglés: Cooper County) es un condado en el estado estadounidense de Misuri. En el censo de 2000 el condado tenía una población de 16.670 habitantes. La sede de condado es Boonville. El condado fue fundado el 17 de diciembre de 1818 y fue nombrado en honor a Sarshall Cooper, un pionero que fue asesinado por amerindios cerca de Arrow Rock en 1814.

## Geografía
Según la Oficina del Censo, el condado tiene un área total de 1.477 km² (570 sq mi), de la cual 1.463 km² (565 sq mi) es tierra y 14 km² (5 sq mi) (0,91%) es agua.

### Condados adyacentes
- Condado de Howard (norte)
- Condado de Boone (noreste)
- Condado de Moniteau (sureste)
- Condado de Morgan (sur)
- Condado de Pettis (oeste)
- Condado de Saline (noroeste)

### Áreas protegidas nacionales
- Big Muddy National Fish and Wildlife Refuge

## Autopistas importantes
- Interestatal 70
- U.S. Route 40
- U.S. Route 50
- Ruta Estatal de Misuri 5
- Ruta Estatal de Misuri 41
- Ruta Estatal de Misuri 87
- Ruta Estatal de Misuri 98
- Ruta Estatal de Misuri 135
- Ruta Estatal de Misuri 179

## Demografía
En el  censo de 2000, hubo 16.670 personas, 5.932 hogares y 4.140 familias residiendo en el condado. La densidad poblacional era de 30 personas por milla cuadrada (11/km²). En el 2000 había 6.676 unidades habitacionales en una densidad de 12 por milla cuadrada (5/km²). La demografía del condado era de 89,05% blancos, 8,96% afroamericanos, 0,36% amerindios, 0,23% asiáticos, 0,02% isleños del Pacífico, 0,28% de otras razas y 1,11% de dos o más razas. 0,86% de la población era de origen hispano o latino de cualquier raza. 
La renta promedio para un hogar del condado era de $35.313 y el ingreso promedio para una familia era de $41.526. En 2000 los hombres tenían un ingreso medio de $28.513 versus $20.965 para las mujeres. La renta per cápita para el condado era de $15.648 y el 10,70% de la población estaba bajo el umbral de pobreza nacional.

## Localidades

### Ciudades y villas
| - Blackwater - Boonville - Bunceton | - Clifton City - Otterville - Pilot Grove | - Prairie Home - Speed | - Windsor Place - Wooldridge |

### Municipios
| - Municipio de Blackwater (condado de Cooper, Misuri) - Municipio de Boonville (condado de Cooper, Misuri) - Municipio de Clark Fork (condado de Cooper, Misuri) - Municipio de Clear Creek (condado de Cooper, Misuri) - Municipio de Kelly (condado de Cooper, Misuri) - Municipio de Lamine (condado de Cooper, Misuri) - Municipio de Lebanon (condado de Cooper, Misuri) | - Municipio de North Moniteau (condado de Cooper, Misuri) - Municipio de Otterville (condado de Cooper, Misuri) - Municipio de Palestine (condado de Cooper, Misuri) - Municipio de Pilot Grove (condado de Cooper, Misuri) - Municipio de Prairie Home (condado de Cooper, Misuri) - Municipio de Saline (condado de Cooper, Misuri) - Municipio de South Moniteau (condado de Cooper, Misuri) |